# Direction générale de la sécurité extérieure et de la documentation
La Direction générale de la sécurité extérieure et de la documentation (DGSED) est un service de renseignement mauritanien créé en 2001 qui a pour mission générale « le renseignement sous toutes ses formes (économique, politique et stratégique), en particulier le renseignement sur les menaces intérieures et extérieures qui peuvent toucher la sécurité de l’État et des institutions de la République ».

## Organisation
La DGSED est directement rattachée au cabinet du Président de la République.
Selon le décret de création, elle comprend les directions et services suivants :
- Direction des Recherches
- Direction du contre-espionnage
- Direction de l’exploitation
- Direction Administrative et Technique
- Service autonome des comptabilités
- Service de la documentation
- Service du Secrétariat